# Chodaky (obwód żytomierski)
Chodaky (ukr. Ходаки) – wieś na Ukrainie, w obwodzie żytomierskim, w rejonie korosteńskim. W 2001 roku liczyła 270 mieszkańców.